# Anthoxanthum
Anthoxanthum és un gènere de plantes de la família de les poàcies, ordre de les poals, subclasse de les commelínides, classe de les liliòpsides, divisió dels magnoliofitins.

## Taxonomia
- Anthoxanthum amarum Brot.
- Anthoxanthum aristatum Boiss.
- Anthoxanthum odoratum L. - gram d'olor[1]
- Anthoxanthum ovatum Lag.

## Sinònims
(Els gèneres marcats amb un asterisc (*) són sinònims probables)

Ataxia R. Br., 
Dimesia Raf., 
Disarrenum Labill., 
Flavia Heist. ex Fabr., 
Foenodorum E. H. L. Krause, 
*Hierochloe R. Br., 
Savastana Schrank, 
Torresia Ruiz i Pav., 
Xanthanthos St.-Lag., orth. var., 
Xanthonanthos St.-Lag., orth. var.